# Ferrari Daytona
El Ferrari Daytona es un automóvil deportivo producido por el fabricante italiano Ferrari desde 1968 hasta 1974. Es un biplaza con motor delantero y tracción trasera.

## Origen
En la edición del año 1967 de las 24 Horas de Daytona, Ferrari arrasó a sus competidores logrando ocupar al fin de la misma las tres primeras posiciones. En honor a esta rotunda victoria, el nuevo modelo presentado en el Salón del Automóvil de París de 1968 como Ferrari 365 GTB/4 fue popularmente conocido como Ferrari Daytona. Este nunca fue un nombre oficial de la marca, pero es como ha pasado a la historia.

## Diseño
Al igual que su antecesor (el 275 GTB/4) el diseño del Daytona es obra del estudio Pininfarina, aunque no se parecen en absoluto. El 275 GTB/4 es un automóvil de los sesenta, de trazos suaves y redondeados, mientras que el 365 GTB supuso una ruptura total con la imagen tradicional de la marca, ofreciendo una estampa mucho más moderna, en las que predominan las líneas rectas y los ángulos afilados. Era el comienzo de una revolución en el diseño de Ferrari, que sería seguida y perfeccionada por modelos posteriores, tales como el 512 BBi o el 308 GTB.

## Motor

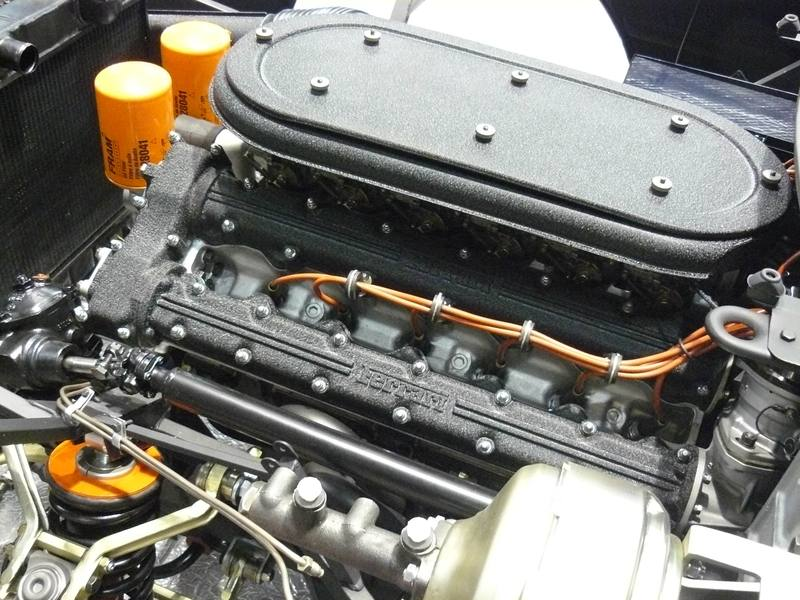
Retromobile 2012

Al contrario que sus rivales que se habían pasado a la configuración de motor central-tracción trasera, el 365 GTB/4 siguió fiel a la arquitectura tradicional de motor delantero y tracción trasera. A pesar de esta teórica desventaja, gracias al buen diseño y puesta a punto del chasis, el Daytona era perfectamente capaz de enfrentarse sin complejos a un Lamborghini Miura o al De Tomaso Pantera.
Derivado del 330 TRI/LM, el del Daytona tenía un motor de gasolina refrigerado por agua con una arquitectura de doce cilindros en V, una distribución DOHC de 2 válvulas por cilindro (24 en total) de 4390 cm³ (4,4 L) de cilindrada, con un diámetro x carrera de 81 mm (3,19 plg) × 71 mm (2,80 plg) y una relación de compresión de 9,3:1, alimentado por seis carburadores con doble cuerpo Weber 40 DCN/20 o 21, que era capaz de producir 352 CV (347 HP; 259 kW) a las 7500 rpm y un par motor máximo de 44 kg·m (431 N·m; 318 lb·pie) a las 5.500 rpm, con una potencia específica era de 80,2 CV/litro, suficientes para lanzarlo hasta una velocidad máxima de 280 km/h (174 mph).

## Chasis y carrocería

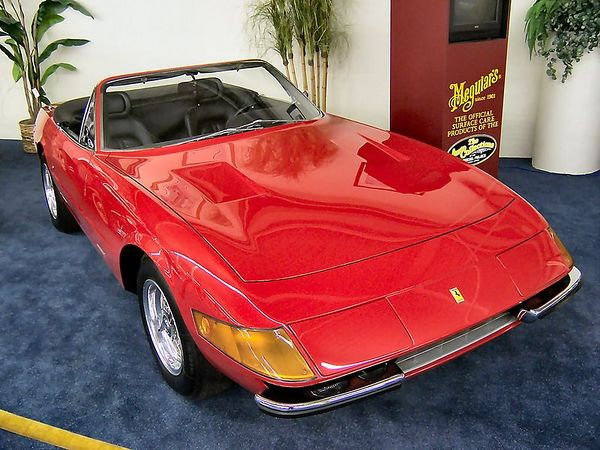
Ferrari 365 GTS Daytona de 1971.

Fue con mucho el GT de frontal mejor diseñado de todos los tiempos. Su carrocería diseñada por Leonardo Fioravanti en los estudios de Pininfarina, era bonita y aerodinámica y pretendía que un motor macizo y voluminoso pareciera pequeño ya instalado en su capó. La solución fue alargar el capó e instalar el motor tan atrás como fuese posible, lo que hizo tener al coche una clara línea de tiburón. Por primera vez. en el mercado europeo los faros delanteros estaban escondidos detrás de unos paneles vidriados; en los Estados Unidos y otros países, empero, se escondían en la carrocería. Fioravanti desarrolló un nuevo diseño con la intención de hacerle un frontal más alargado para el cual se limitó a recortar la trasera hasta la mínima expresión.
En 1969 se encargó a Scaglietti la transformación de la versión Coupé (o Berlinetta), según la nomenclatura de Ferrari en una versión descapotable Spyder. El resultado fue un cabrio que superaba en belleza al coupé original.
La producción del Spyder fue mucho más limitada que la de la Berlinetta, solamente 122 unidades salieron de fábrica, aunque durante los años 80 numerosas Berlinettas fueron reconvertidas en Spyders.
En cuanto a su bastidor, tenía un chasis tubular con refuerzos en acero, suspensión delantera y trasera independiente, doble brazo con amortiguadores y muelles helicoidales, frenos de disco ventilados en las cuatro ruedas, las cuales eran 215/70 en llantas de 15 pulgadas (38,1 cm). El depósito de combustible tenía una capacidad de 98 litros (25,9 galAm).

## Versiones de competición
Aunque el Daytona era un Gran Turismo, no un vehículo de competición, algunas unidades se prepararon especialmente por el Servizio Assistenza Cliente de Ferrari para tal menester.
Quince 365 GTB/4 se modificaron y prepararon para las carreras entre 1971 y 1973 bajo la normativa del Grupo 4 y Grupo 5 de la FIA. Entre sus triunfos, cabe destacar las victorias en su clase en las 24 Horas de Le Mans de los años 1972, 1973 y 1974; y en las 24 Horas de Daytona de 1975 y 1979.

## Valoración
La producción total del Ferrari Daytona llegó a las 1.406 unidades, de las cuales 15 se destinaron a la competición, 122 unidades correspondieron a la versión Spyder GTS/4 y el resto a la Berlinetta GTB/4. En cuanto a su cotización, no se encuentra nada por menos de un cuarto de millón de €, llegando los precios máximos incluso al millón de €. Especialmente demandada está la versión Spyder GTS/4, más cotizada debido a su escasez.

## Réplicas

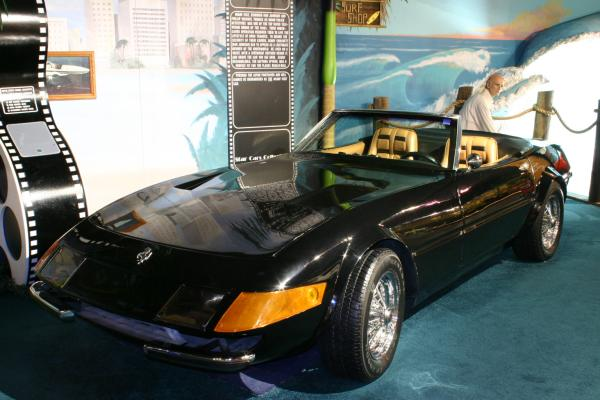
Réplica empleada en Miami Vice.

En la década de 1980, un Ferrari Daytona negro apareció prominentemente en las dos primeras temporadas de la popular serie de televisión de la NBC Miami Vice, en la que Sonny Crockett y Ricardo Tubbs conducían, no era un Daytona auténtico, sino una réplica construida sobre un chasis de Chevrolet Corvette. Dos coches idénticos se usaron simultáneamente en el rodaje de la serie.
Las réplicas fueron retiradas al principio de la tercera temporada y reemplazados por dos modelos Testarossa donados por Ferrari, el más nuevo modelo y "buque insignia" de la compañía en ese momento.